# Target Redemption債
Target Redemption債とは、利息の支払額が一定額に達したら自動的に早期償還が決定される仕組債の総称である。略してTarn、Tarnsとも呼ばれる。

## 概要
当初は米国で開発され、固定利率-6ヶ月USD Libor×2 という数式で利率が決まるリバースフローター債が主流であった。一般的なリバースフローター債と異なるのは、Target Redemption条項が付いているほか、Liborにレバレッジがついている点と、利率が後決めである点である。
アジアの富裕層を中心に爆発的に人気となり、その後日本へ外資系証券会社により持ち込まれた。当初のTarget Redemption債はTarget CapとTarget Floorがついているものが一般的であり、償還時期がわからなくても、受け取れる利息額が当初からはっきりしている点が人気の原因だと言われている。
日本では円建のものが開発され、その後、CMSに連動したCMS Target Redemption債為替に連動したFX Target Redemption債(FX TARN)、エクイティにEquity Target Redemption債等が相次いで開発された。